# Parashorea
Parashorea é um género botânico pertencente à família Dipterocarpaceae.
1. ↑  «Parashorea — World Flora Online». www.worldfloraonline.org. Consultado em 19 de agosto de 2020